# Jean Hennessy
Jacques Patrick Jean Hennessy, född 26 april 1874, död 4 november 1944, var en fransk diplomat.
Hennesy blev deputerad 1910, teknisk rådgivare i Nationernas förbund 1920, ambassadör i Bern 1924, var jordbruksminister 1829-30, samt delägare i familjefirman i Cognac, Hennessy, samt i olika tidningar av radikal läggning.